# 大巽他群岛
大巽他群岛位于马来群岛西部，与小巽他群岛合称巽他群岛。主要岛屿包括婆罗洲、爪哇岛、苏拉威西岛和苏门答腊。大巽他群岛由文莱、印尼和马来西亚管辖。